# 구마가이 마사히코
구마가이 마사히코(일본어: 熊谷 雅彦, 1975년 11월 23일 ~ )는 일본의 전 축구 선수이다.

## 구단 경력
과거 가시와 레이솔, 로아소 구마모토에서 활동하였다.